# 侯汾
侯汾（15世紀—16世紀），字守一，號一軒，浙江台州府臨海縣人，明朝政治人物。

## 生平
侯汾是宣德八年進士侯臣族孫，學問傑出、操守端正，曾隨景泰七年舉人汪恕學習《春秋》。弘治二年（1489年）舉浙江鄉試，弘治九年（1496年）中會試副榜，十年（1497年）授邳州學正，任福建、河南鄉試考官號稱得人，因父親去世回鄉，服闋後起用為南京國子監博士，進官監丞，兒子正德十五年會試貢士侯槃到南京探望他時去世。他因而感傷乞休，轉為魯王府長史，未任歸鄉。有《學吟稿》流傳。

## 引用
1. 1 2  民國《臨海縣志·卷二十二·人物》：侯汾，字守一，號一軒，臣族孫 洪志 ，學問優長，操履方正，少受《春秋》於祁門汪恕 府志 ，中弘治二年舉人 赤城新志 ，執經者日眾，同邑後進多獲雋，遂有「臨海春秋」之稱。九年會試中副榜 府志 ，十年除邳州學正 《邳州志》 ，聘福建、典河南鄉試，所得多知名士，丁外艱歸。起補南京國子博士，進監丞，子槃成進士來省卒於任，感傷乞休，轉魯府長史未任歸 府志 ，著有《學吟稿》。
2. ↑  咸豐《邳州志·卷十一·官師三》：侯汾，臨海人，舉人，宏治十年任，學優操潔，較文閩中號稱得人，升魯府長史。……右明學正三十八人